# Marknadsplan
En marknadsplan är en uppbyggnad av olika strategier som visar ett företags mål samt hur de ska nå sina mål när det gäller kommande aktiviteter inom marknadsföring. En marknadsplan tas fram för att kunna planera och samordna ett företags marknadsföringsaktiviteter. Genom en marknadsplan kan företag välja vad de vill fokusera på och utveckla med alla sina olika enheter. Den innehåller val av marknadsstrategier som används till för att hjälpa företag uppnå sina strategiskt uppsatta mål. En marknadsplan är till för företag, produkter samt varumärken.

## Marknadsplanens innehåll

### Nuvarande marknadssituation
Nuvarande marknadssituation beskriver vilken målgrupp och ett företags position på en marknad. Den ska även analysera kring ett företags produkter, konkurrenters produkter och distribution.
En nulägesanalys ingår i ett företags marknadsplan för att ta reda på vilken målgrupp företaget ska rikta sig mot och vad för position de ska välja på marknaden. Även ett företags produkter analyseras för att ge en överblick om försäljning, priser och marginaler. Genom en så kallad konkurrentanalys, så bedöms konkurrerande företag och dess produkter, finans och distribution för att uppmärksamma hot och möjligheter. Olika distributionskanaler analyseras för att ta fram den bästa för ett företag när det gäller försäljning. 

### SWOT-analys
SWOT-analysen mäter styrkor, svagheter, möjligheter och hot mot olika delar i företaget som kundgrupp, produkt och varumärke. På så sätt får företaget en tydlig bild om var de kommer att få bäst utslag och resultat med sin marknadsföring mot rätt kundgrupp, men även vad de behöver arbeta extra med. Delarna hot och möjligheter är de två externa delarna i ett företag, vilka visar på de möjligheter och hot som finns framöver för företaget samt företagets olika aktiviteter. Analysen hjälper också utvärderarens förmåga att förutse viktiga framtida positiva, men också negativa, utvecklingar som kan ha påverkan på företaget samt dess strategier inom framtida hot och möjligheter.

### Målsättningar
Målsättningarna syftar i första hand till de mål företaget har med aktiviteterna som marknadsplanen tar upp. Ett exempel på ett mål kan vara att företaget med utförda marknadsföringsaktiviteter önskar att ta marknadsandelar med sin produkt i ett visst område. Utöver målsättningen med aktiviteterna beskrivs även de händelser och åtgärder som krävs för att uppnå företagets mål, samt vad som krävs för att marknadsplanen ska kunna fullföljas.

### Marknadsstrategi
En marknadsstrategi består av de strategier ett företag använder för att nå sina uppsatta mål. De beslut som fattas bör vara långsiktiga och gälla i en längre period, upp till flera år. Företagets marknadsstrategi tar upp hur företaget ska gå tillväga för att generera kundvärde, bygga relationer och uppnå vinst. I denna del av marknadsplanen behandlas även positionering och marknadsföringens kostnadsramar. Detta avsnitt behandlar även särskilda strategier för varje element i marknadsmixen och hur de svarar på hot, möjligheter och kritiska frågor som tagits upp tidigare i marknadsplanen.

### Implementering
I detta avsnitt beskrivs det hur fullföljandet av marknadsplanen ska gå till. Den här delen bör behandla och besvaras följande frågor:
- Vad och vilka aktiviteter som ska göras?
- När ska aktiviteterna genomföras?
- Vems uppgift är det att se till att aktiviteterna genomförs?
- Hur mycket kommer det kosta?

Svaret på ovanstående frågor är därmed en beskrivning av hur marknadsplanen kommer att genomföras. 

### Budget
Budgeten visar en prognos över hur marknadsplanen kommer att påverka ett företags ekonomi. Budgeten följer i stort sett formerna för resultaträkning. Den visar förväntade intäkter och förväntade kostnader för produktion, distribution och marknadsföring. Skillnaden mellan intäkterna och kostnaderna är vinsten eller förlusten. Efter att budgeten blivit godkänd styr den beslut som rör inköp av material, produktionsplaner, personalkostnader och utförande av marknadsföringsaktiviteter.

### Uppföljning
I det här steget kontrolleras resultatet av den marknadsföring som företaget gjort. Marknadsplanens utförande och möjliga framsteg mäts och följs upp. Controllern och ledningen kräver i de flesta fall att slutresultatet såväl som delaktiviteter, enskilda produkter och enskilda aktiviteter ska kunna utvärderas. Uppföljningen är nödvändig för att förstå resultatet så att aktiviteter kan förbättras till framtida genomföranden. Uppföljningen sker i flera steg: först sätts mål och aktiviteternas genomförande mäts, därefter jämförs resultatet med målen. För att kunna göra förbättringar av aktiviteterna tas förslag på åtgärder fram. Det sker i synnerhet vid uppenbara avvikelser. Det finns olika typer av uppföljning:
- Operativ uppföljning innebär att rådande projekt och genomförande ses över och jämförs med de planer som finns.
- Strategisk uppföljning har till avsikt att se till att företagets strategier stämmer överens med de möjligheter som uppstår runt marknaden.